# Gran Premio de Sudáfrica de Motociclismo de 2002
El Gran Premio de Sudáfrica de Motociclismo de 2002 fue la segunda prueba del Campeonato del Mundo de Motociclismo de 2002. Tuvo lugar en el fin de semana del 19 al 21 de abril de 2002 en el Phakisa Freeway, situado en Welkom, Provincia del Estado Libre, Sudáfrica. La carrera de MotoGP fue ganada por Tohru Ukawa, seguido de Valentino Rossi y Loris Capirossi. Marco Melandri ganó la prueba de 250cc, por delante de Franco Battaini y Fonsi Nieto. La carrera de 125cc fue ganada por Manuel Poggiali, Arnaud Vincent fue segundo y Dani Pedrosa tercero.

## Resultados MotoGP
| Pos | N.º | Piloto              | Constructor | Vueltas | Tiempo/Retirado | Grilla | Puntos |
| --- | --- | ------------------- | ----------- | ------- | --------------- | ------ | ------ |
| 1   | 11  | Tohru Ukawa         | Honda       | 28      | 44:39.467       | 3      | 25     |
| 2   | 46  | Valentino Rossi     | Honda       | 28      | +0.932          | 1      | 20     |
| 3   | 65  | Loris Capirossi     | Honda       | 28      | +8.259          | 2      | 16     |
| 4   | 74  | Daijiro Kato        | Honda       | 28      | +26.962         | 14     | 13     |
| 5   | 7   | Carlos Checa        | Yamaha      | 28      | +27.227         | 7      | 11     |
| 6   | 19  | Olivier Jacque      | Yamaha      | 28      | +27.889         | 9      | 10     |
| 7   | 6   | Norifumi Abe        | Yamaha      | 28      | +30.215         | 15     | 9      |
| 8   | 56  | Shinya Nakano       | Yamaha      | 28      | +30.781         | 8      | 8      |
| 9   | 3   | Max Biaggi          | Yamaha      | 28      | +43.796         | 4      | 7      |
| 10  | 8   | Garry McCoy         | Yamaha      | 28      | +45.501         | 5      | 6      |
| 11  | 17  | Jurgen vd Goorbergh | Honda       | 28      | +1:06.938       | 12     | 5      |
| 12  | 31  | Tetsuya Harada      | Honda       | 28      | +1:19.560       | 19     | 4      |
| 13  | 20  | Pere Riba           | Yamaha      | 28      | +1:19.857       | 20     | 3      |
| 14  | 21  | John Hopkins        | Yamaha      | 28      | +1:31.519       | 17     | 2      |
| 15  | 55  | Régis Laconi        | Aprilia     | 28      | +1:32.725       | 18     | 1      |
| 16  | 15  | Sete Gibernau       | Suzuki      | 27      | +1 lap          | 10     |        |
| Ret | 4   | Alex Barros         | Honda       | 26      | Accident        | 13     |        |
| Ret | 10  | Kenny Roberts, Jr.  | Suzuki      | 9       | Retirement      | 6      |        |
| Ret | 9   | Nobuatsu Aoki       | Proton KR   | 7       | Accident        | 11     |        |
| Ret | 99  | Jeremy McWilliams   | Proton KR   | 5       | Retirement      | 16     |        |

## Resultados 250cc
| Pos | N.º | Piloto            | Constructor | Vueltas | Tiempo/Retirado | Grilla | Puntos |
| --- | --- | ----------------- | ----------- | ------- | --------------- | ------ | ------ |
| 1   | 3   | Marco Melandri    | Aprilia     | 26      | 42:52.922       | 2      | 25     |
| 2   | 21  | Franco Battaini   | Aprilia     | 26      | +2.962          | 1      | 20     |
| 3   | 10  | Fonsi Nieto       | Aprilia     | 26      | +5.213          | 5      | 16     |
| 4   | 4   | Roberto Rolfo     | Honda       | 26      | +6.290          | 3      | 13     |
| 5   | 15  | Roberto Locatelli | Aprilia     | 26      | +6.675          | 7      | 11     |
| 6   | 17  | Randy de Puniet   | Aprilia     | 26      | +8.102          | 4      | 10     |
| 7   | 7   | Emilio Alzamora   | Honda       | 26      | +22.571         | 11     | 9      |
| 8   | 9   | Sebastián Porto   | Yamaha      | 26      | +24.171         | 12     | 8      |
| 9   | 6   | Alex Debón        | Aprilia     | 26      | +28.161         | 9      | 7      |
| 10  | 42  | David Checa       | Aprilia     | 26      | +36.261         | 14     | 6      |
| 11  | 8   | Naoki Matsudo     | Yamaha      | 26      | +47.211         | 10     | 5      |
| 12  | 12  | Jason Vincent     | Honda       | 26      | +47.886         | 22     | 4      |
| 13  | 11  | Haruchika Aoki    | Honda       | 26      | +53.106         | 13     | 3      |
| 14  | 28  | Dirk Heidolf      | Aprilia     | 26      | +1:02.767       | 20     | 2      |
| 15  | 19  | Leon Haslam       | Honda       | 26      | +1:04.093       | 18     | 1      |
| 16  | 24  | Toni Elías        | Aprilia     | 26      | +1:13.435       | 15     |        |
| 17  | 41  | Jarno Janssen     | Honda       | 25      | +1 lap          | 24     |        |
| Ret | 32  | Héctor Faubel     | Aprilia     | 25      | Accident        | 17     |        |
| Ret | 18  | Shahrol Yuzy      | Yamaha      | 25      | Accident        | 16     |        |
| Ret | 22  | Raúl Jara         | Aprilia     | 9       | Accident        | 6      |        |
| Ret | 27  | Casey Stoner      | Aprilia     | 2       | Accident        | 8      |        |
| Ret | 51  | Hugo Marchand     | Aprilia     | 1       | Retirement      | 23     |        |
| Ret | 25  | Vincent Philippe  | Aprilia     | 1       | Accident        | 21     |        |
| Ret | 76  | Taro Sekiguchi    | Yamaha      | 0       | Accident        | 19     |        |

## Resultados 125cc
| Pos | N.º | Piloto                   | Constructor | Vueltas | Tiempo/Retirado | Grilla | Puntos |
| --- | --- | ------------------------ | ----------- | ------- | --------------- | ------ | ------ |
| 1   | 1   | Manuel Poggiali          | Gilera      | 24      | 41:26.120       | 2      | 25     |
| 2   | 21  | Arnaud Vincent           | Aprilia     | 24      | +0.270          | 4      | 20     |
| 3   | 26  | Dani Pedrosa             | Honda       | 24      | +0.826          | 1      | 16     |
| 4   | 17  | Steve Jenkner            | Aprilia     | 24      | +1.098          | 6      | 13     |
| 5   | 22  | Pablo Nieto              | Aprilia     | 24      | +1.187          | 3      | 11     |
| 6   | 15  | Alex de Angelis          | Aprilia     | 24      | +1.583          | 12     | 10     |
| 7   | 23  | Gino Borsoi              | Aprilia     | 24      | +1.830          | 8      | 9      |
| 8   | 16  | Simone Sanna             | Aprilia     | 24      | +12.839         | 16     | 8      |
| 9   | 5   | Masao Azuma              | Honda       | 24      | +13.942         | 11     | 7      |
| 10  | 34  | Andrea Dovizioso         | Honda       | 24      | +19.201         | 14     | 6      |
| 11  | 9   | Noboru Ueda              | Honda       | 24      | +19.210         | 15     | 5      |
| 12  | 36  | Mika Kallio              | Honda       | 24      | +39.207         | 19     | 4      |
| 13  | 11  | Max Sabbatani            | Aprilia     | 24      | +46.560         | 22     | 3      |
| 14  | 50  | Andrea Ballerini         | Honda       | 24      | +53.710         | 26     | 2      |
| 15  | 84  | Michel Fabrizio          | Gilera      | 24      | +53.868         | 25     | 1      |
| 16  | 6   | Mirko Giansanti          | Honda       | 24      | +54.001         | 21     |        |
| 17  | 31  | Mattia Angeloni          | Gilera      | 24      | +54.739         | 30     |        |
| 18  | 8   | Gábor Talmácsi           | Italjet     | 24      | +54.886         | 23     |        |
| 19  | 10  | Jarno Müller             | Honda       | 24      | +54.919         | 18     |        |
| 20  | 19  | Alex Baldolini           | Aprilia     | 24      | +1:07.871       | 28     |        |
| 21  | 57  | Chaz Davies              | Aprilia     | 24      | +1:08.217       | 29     |        |
| 22  | 33  | Stefano Bianco           | Aprilia     | 24      | +1:15.825       | 10     |        |
| 23  | 20  | Imre Tóth                | Honda       | 24      | +1:36.139       | 31     |        |
| 24  | 7   | Stefano Perugini         | Italjet     | 24      | +1:43.455       | 24     |        |
| Ret | 47  | Ángel Rodríguez Campillo | Aprilia     | 11      | Accident        | 7      |        |
| Ret | 39  | Jaroslav Huleš           | Aprilia     | 6       | Retirement      | 9      |        |
| Ret | 12  | Klaus Nöhles             | Honda       | 0       | Accident        | 27     |        |
| Ret | 18  | Jakub Smrž               | Honda       | 0       | Accident        | 20     |        |
| Ret | 25  | Joan Olivé               | Honda       | 0       | Accident        | 13     |        |
| Ret | 4   | Lucio Cecchinello        | Aprilia     | 0       | Accident        | 5      |        |
| Ret | 41  | Youichi Ui               | Derbi       | 0       | Accident        | 17     |        |
| DNS | 80  | Héctor Barberá           | Aprilia     |         |                 |        |        |